# Georg Schertz

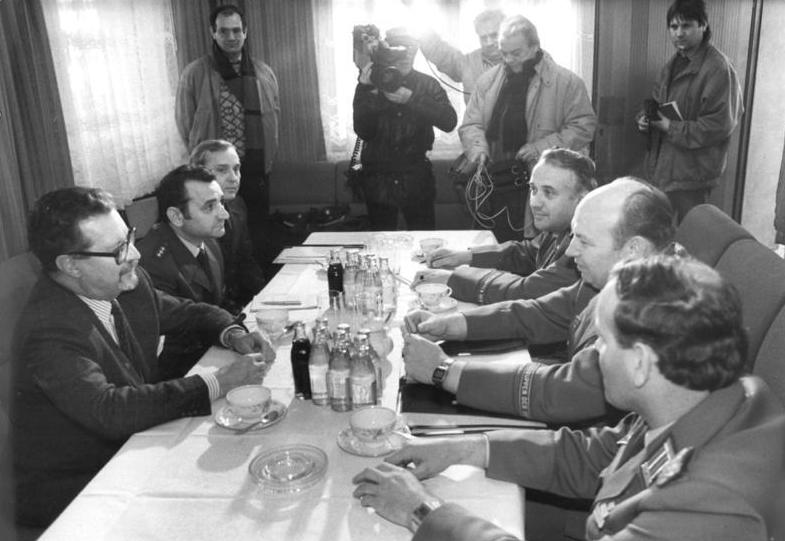
Georg Schertz (längst till vänster) i samtal med befäl från östtyska gränstrupperna efter Berlinmurens öppnande i november 1989.

Georg Schertz, född 24 april 1935 i Berlin, är en tysk jurist. Från 1987 till 1990 var han Västberlins polispresident och efter Tysklands återförening hade han samma post för den återförenade staden Berlin, fram till 1992.

## Biografi
Schertz tog sin juristexamen i Berlin och var därefter verksam som domare. År 1973 blev han vice ordförande för Amtsgericht i Tiergarten och 1987 utnämndes han till chef för Västberlins polis, Polizeipräsident, en post som han också övertog för hela det återförenade förbundslandet Berlin efter murens fall 1989 och stadens återförening 1990. I november 1990 var Schertz ansvarig för organisationen och genomförandet av polisinsatsen mot husockupanterna på Mainzer Strasse i Friedrichshain, som i egenskap av en av de största polisinsatserna i Tyskland under efterkrigstiden med omkring 3000  poliser väckte stor uppmärksamhet och i slutänden föranledde Walter Mompers avgång som Berlins regerande borgmästare 1991. Schertz hamnade 2003 i konflikt med sin efterföljare Dieter Glietsch, då Glietsch stoppade publiceringen av en intervju med Schertz i polisens interna tidskrift Kompass.
Schertz har efter att ha lämnat polischefsrollen bland annat varit ordförande för Hinkeldey-stiftelsen och är känd som lokalhistoriker och kännare kring ön Schwanenwerder med dess historiska villabebyggelse i västra Berlin. Han är far till advokaten Christian Schertz.. Med anledning av hans ideella insatser och sina insatser för Tysklands återförening lät Berlins regerande borgmästare Franziska Giffey den 21 december 2022 tilldela honom Bundesverdienstkreuz på Förbundsrepubliken Tysklands förtjänstordens band.